# Eupalinos z Megary
Eupalinos z Megary – projektant i kierownik budowy akweduktu w Samos. Jest to pierwszy znany z literatury budowniczy określony mianem architekt.